# Kurt Masur
Kurt Masur (n. 18 iulie 1927, Brzeg, Voievodatul Opole, Polonia – d. 19 decembrie 2015, Greenwich, Connecticut, SUA) a fost un dirijor german. În perioada 1970–1996 a fost director muzical (Gewandhauskapellmeister) al Orchestrei Gewandhaus din Leipzig; din 1991 până în 2002 director muzical la Filarmonica din New York⁠(en)[traduceți]; între 2000 și 2007 director muzical la Orchestra Filarmonică din Londra⁠(en)[traduceți]. Este cunoscut și pentru angajarea sa politică în Revoluția Pașnică din Leipzig⁠(de)[traduceți] (1989).

## Elevii
Studenții săi includ Kahchun Wong, Matthias Manasi și Adrian Prabava.